# أخبار أبل
أخبار أبل هو تطبيق لتجميع الأخبار تم تطويره بواسطة آبل لأنظمة التشغيل آي أو إس وآي باد أو إس وووتش أو إس وماك أو إس. تم إطلاق إصدار آي أو إس مع إصدارآي أو إس 9. يمكن للمستخدمين قراءة المقالات الإخبارية من خلالها، استناداً إلى الناشرين ومواقع الويب والموضوعات التي يختارونها، مثل التكنولوجيا أو السياسة.

## ملخص
يعمل التطبيق عن طريق جلب الأخبار من الويب عبر مصادر النشر المختلفة صيغة أتوم وآر إس إس  يمكن لأي ناشر أخبار إرسال محتواه ليتم تضمينه. كما يتم جلب الأخبار من مواقع الناشرين عبر روبوت الزحف على الويب آبل بوت. يقوم الروبوت بجلب الأخبار، بالإضافة إلى صفحات الويب والصور لخدمة التطبيق.
إن إصدار تطبيق أخبار آبل مع نظام التشغيل آي أو إس 9، يجعل من الصعب التمييز بين حركة المرور الصادرة من داخل التطبيق وحركة المرور الصادرة من تطبيقات أخرى. بدأت النسخة الثانية من التطبيق في تعريف نفسها باستخدام سلسلة وكيل المستخدم الخاصة بها، مما يجعل من الممكن قياس مدى وصول التطبيق باستخدام حلول تحليلات الويب. كانت تحليلات حركة المرور متاحة في السابق فقط لشركاء الناشرين الدافعين من خلال مجلس معايير المحاسبة الدولية.

## تاريخ
تم الإعلان عن التطبيق في مؤتمر مطوري آبل العالمي 2015. تم إصداره بالتزامن مع إصدارآي أو إس 9 في 16 سبتمبر 2015، لأجهزة آيفون، وآي بود تاتش وآي باد. عند إطلاقه، كان التطبيق متاحًا فقط للمستخدمين في الولايات المتحدة، وفي غضون شهر أصبح متاحًا للمستخدمين في أستراليا والمملكة المتحدة.
في عام 2014، أفادت التقارير أن شركة آبل انك استحوذت على شركة المجلات الرقمية الهولندية برس، وهي الشركة المطورة لتطبيق يبسط عملية إنشاء المجلات المتوافقة مع آي باد باستخدام محرر ما تراه هو ما تحصل عليه الذي لا يتطلب أي معرفة بالرمز. تم اعتبار برس بمثابة نسخة مجلة من آبل بوكس. جاءت فكرة برس بعد أن قام رجل الأعمال ميشيل إلينجز والكاتب والمصور يوخيم ويناند، بتصميم منشور خاص بهما على جهاز آي باد يسمى ترفل. أصبح اختراع برس هو ما يُعرف الآن باسم أخبار آبل.
في 13 يونيو 2016، خلال الخطاب الرئيسي في مؤتمر مطوري آبل العالمي عام 2016، تم الكشف عن أنه مع تحديث آي أو إس 10 القادم، سيخضع تطبيق أخبار لإعادة تصميم الأيقونات والتطبيقات إلى جانب قسم لك المنظم حسب الموضوعات. علاوة على ذلك، تم الإعلان أنه سيكون هناك دعم للاشتراكات المدفوعة لبعض مصادر الأخبار والناشرين بالإضافة إلى نظام اختياري للحصول على إشعارات الأخبار العاجلة والبريد الإلكتروني حول أهم القصص الإخبارية.
في 4 يونيو 2018، خلال الخطاب الرئيسي لمؤتمر آبل العالمي عام 2018، أعلنت آبل أن تطبيق اخبار آبل سيتم نقله إلى ماك أو إس، وسيكون متاحًا للمستخدمين في أستراليا والمملكة المتحدة والولايات المتحدة. سيتم تثبيت التطبيق افتراضيًا في كل منطقة، لكنه غير مرئي للمستخدمين خارج تلك المناطق الثلاث. لا يزال بإمكان المستخدمين فتحه باستخدام حلول بديلة مختلفة 
في فبراير 2019، أفاد موقع ديجي دي، أن الناشرين يشعرون بالإحباط بسبب نقص إيرادات المنصة، على الرغم من رؤية زيادة في النمو في الجمهور على مدار العام الماضي.
في 25 مارس 2019، تم إصدار نظام التشغيل آي او إس 12 مع تطبيق الأخبار المحدث الذي قدم الاشتراكات من خلال خدمة أخبار أبل بلس من أبل، والتي تم الإعلان عنها في نفس اليوم. تم أيضًا تغيير أيقونة التطبيق حيث تم وضع الحرف نون في الأيقونة في المقدمة والوسط بتصميم متغير قليلاً. في الشهر نفسه، قدمت شركة أبل الدعم لتطبيق الأخبار في كندا، بما في ذلك خدمة الاشتراك أخبار بلس.
في يوليو 2020، أضافت أبل علامة تبويب صوتية لمشتركي أخبار بلس الولايات المتحدة، بالإضافة إلى دعم الاستماع إلى القصص الإخبارية الصوتية في كار بلاي. في مارس 2023، قدمت أبل علامة تبويب رياضية مخصصة للتطبيق مع إصدار آي أو إس 16، مما يوفر قصصًا وتغطية للفرق المفضلة للمستخدم.

## أخبار آبل+
في 25 مارس 2019، أعلنت شركة أبل عن إطلاق أخبار أبل بلس، وهي خدمة تعتمد على الاشتراك تتيح الوصول إلى المحتوى من أكثر من 300 مجلة، بالإضافة إلى الصحف المختارة. سبقت هذه الخدمة تطبيق اشتراك الوسائط الرقمية، والذي استحوذت عليه شركة أبل في عام 2018.
ستعمل صحيفة وول ستريت جورنال، إحدى الصحف المتاحة عبر تطبيق أخبار بلس، على إعادة تكوين خدماتها لتقديم المزيد من المقالات للقراء العاديين. لن يتم عرض المقالات المكثفة للأعمال بشكل نشط من خلال منصة أبل، على الرغم من أنها ستظل متاحة من خلال البحث في أرشيف مدته ثلاثة أيام.
في 15 يوليو 2020، أعلنت شركة أبل عن إضافة القصص الصوتية في أخبار بلس، والتي تسمح للمشتركين بالإستماع إلى إصدارات مروية من المقالات بطريقة مماثلة للبودكاست ضمن علامة تبويب صوتية جديدة. في 15 سبتمبر 2020، أعلنت أبل أن التطبيق سيتم تضمينها في الحزمة برايمر من أبل ون إلى جانب آي كلاود وأبل ميوزك وأبل آركيد وأبل تي في +، و آبل فتنس.